# 反渗透法
《反滲透法》是中華民國於2020年1月15日公告實施的法案。為了建構反滲透法制，2018年民主進步黨立法委員就提出「中共代理人法案」、「境外勢力影響透明法案」等8個版本，2019年11月底民進黨推出此一簡化版法案，為防範「境外敵對勢力」之滲透干預做出規範，其初版草案全文共12條。2019年12月31日，反滲透法三讀通過。2020年1月15日，經總統華總一義字第 10900004161號令公布，於2020年1月17日施行。

## 法律制定過程
由於因應2020年總統、副總統及立法委員選舉，立法院將縮短會期，「中共代理人」相關修法必須趕在2019年11月18日前完成審查才能提交立法院院會，從時間表來看，該法已難在本屆會期結束前完成審查。民進黨團總召柯建銘、幹事長管碧玲、書記長李俊俋表示仍會依計畫排審，並在11月25日召開公聽會。李俊俋於公聽會時指出現有8個版本在內政委員會，內容幾乎是南轅北轍，存在整合困難點。
2019年11月29日，草案在無人提出異議下由立法院院長蘇嘉全宣布逕付二讀。中國國民黨對此表示《境外勢力影響透明法》戕害人民自由，關係人民基本權益影響重大，應必須該讓各界充分討論，民進黨卻以逕付二讀的方式強推，不符合立法正當程序，並要求《境外勢力影響透明法》應和《反併吞中華民國法》比照辦理。
2019年12月14日，總統蔡英文表示，預計12月31日通過反滲透法。立法院院長蘇嘉全曾於2019年12月27日召集朝野黨團協商「反滲透法草案」，但僅通過第1條和第12條條文，其餘條文在次日進行逐條表決。12月31日，國民黨立委退席抗議無效後，正式三讀通過。2020年1月15日，總統蔡英文簽署華總一義字第10900004161號總統令公布，並於2020年1月17日起實行。

## 法律主要内容
《反滲透法》共有12條，法律首先表明維護中華民國主權及自由民主憲政。第二條則定義境外敵對勢力是指與中華民國交戰、武力對峙或主張採取非和平手段之國家、政治實體或團體。隨後第三條到第十二條則闡述接受敵對勢力資助影響中華民國民主活動之罰則及實行方法。

## 案例

### 2022年
台北市內湖區里長候選人邱姓女子與丈夫，涉在選前獲得平潭綜合實驗區台灣事務工作部資助，以人頭方式收受未經核准的中國大陸製快篩試劑發送選民要求在選舉中支持邱女。士林地檢署依反滲透法、選罷法賄選及醫療器材管理法起訴2人，為反滲透法首次起訴案例。
共和黨兼333政黨聯盟黨主席周克琦涉嫌賄選遭檢方約談，其樁腳台北市莆仙同鄉會常務理事潘進東，同鄉會理事兼中華赤色聯盟黨主席朱俊源等人，疑為福建省人民政府台灣事務辦公室資助，涉嫌收受來自中國大陸資金贊助特定競選活動，在2022年11月遭台北地方檢察署向法院聲請搜索票進行搜索。周克琦、潘進東、朱俊源，因涉嫌在2022年地方大選期間收取中國大陸資金，在競選時號召走路工協助同黨台北市長參選人及市議員造勢拜票，台北地檢署在2023年8月9日依反滲透法起訴三人，沒收及追徵不法所得廿二萬元。

### 2023年
臺灣人民共產黨主席林德旺、副主席鄭建炘，長期接受多名中共中央台辦官員資助，涉嫌受中共台辦官員指示參選公職，在競選時發放500元給走路工涉賄選，並計畫把從中國大陸輸入的COVID-19抗原檢驗試劑用於政黨及選舉宣傳。台北地檢署在2023年10月4日依反滲透法、選罷法及醫療器材管理法起訴林、鄭，以及進口中國大陸製試劑的余聲洪3人，並對林、鄭2人在台滲透長達10年、暗中從事統戰，危害主權及自由民主憲政之秩序，求處重刑。根據檢方調查，林德旺多次在台宣傳中共派遣戰機的行為是保護台灣，為求國家統一；又查出鄭建炘曾傳送「2022年選舉分析與未來規劃」電子檔予國台辦官員。
台北、台中等地的多名里長，因為赴中國大陸旅遊，接受中共人員的「落地招待」，遭到檢方以涉嫌違反選罷法、反滲透法「約談」。針對村里長赴中國大陸無償接受招待是否涉及不法，最高檢察署邀集各單位，訂出五項認定標準，並呼籲避免接受資金來源不明或費用與行程顯不相當的旅遊、餐會或各種形式招待，若涉及支持特定政黨或候選人，可能觸犯選罷法之行收賄罪，若涉資金介選，可能涉犯反滲透法。刑事局表示，近期頻繁出現假借社區考察、宗教、藝術文化交流等名義，延攬村里長或透過台商、新住民團體負責人招待民眾赴中國大陸旅遊，期間會有官方人士出面要求返國後，鼓吹他人支持特定政黨或候選人。若接受招待，恐涉反滲透法及刑法第143條規定等罪嫌，若行前不知情，落地後才知曉，可在返台後，盡速檢具相關事證檢舉。基隆市一名吳姓里長疑受山東省煙台市台灣辦公室指示、委託及資助，於2023年11月21日到26日招攬基隆市里長及親友赴中國大陸旅遊，行程幾乎免費，中國大陸的官員並誘使團員於明年選舉支持特定政黨或不投特定政黨。吳男涉犯反滲透法，在2023年12月14日遭法院裁定羈押，為中國大陸今年以招待里長赴中國大陸旅遊方式介入台灣選舉以來遭到羈押之首例。檢方在2024年1月9日起訴。
統促黨林姓中央委員、李姓成員涉嫌受廣東省梅州市人民政府等單位指示及資助指示，於2023年10月9日至15日安排63人低價赴中國大陸旅遊要求支持統促黨，期間食宿、交通全由中國大陸方資助、招待。台北地檢署於2024年1月2日拘提林男、李男等6人，約談團員26人，以林男、李男涉犯反滲透法、公職人員選舉罷免法等罪嫌，訊後諭令林男以10萬元交保，李男以5萬元交保，其餘被告請回。統一聯盟黨屏東張姓分會長及黃姓總幹事，在2023年9月及10月間，涉幫國台辦招募20多名屏東民眾前往湖南省及山西省接受落地招待，行程中均有台辦人員到場參與。12月23日統一聯盟黨屏東分會社員大會中，張、黃公開發表支持特定總統、立法委員候選人及特定政黨言論，疑受國台辦實質掌控組織資助。屏東地方檢察署認違反選罷法、反滲透法嫌疑重大，2024年1月5日向屏東地院聲押獲准。地方法院認定張男、黃男違反反滲透法，於2024年8月宣告各判有期徒刑4年6個月，褫奪公權2年，為反滲透法判刑之第二例。
2023年11月中，中國大陸省市台辦透過「台灣新住民關懷總會」、「中華人民黨」等單位，招攬約60人赴湖南省旅遊，全程食宿交通免費，行程中向團員宣傳「兩岸一家親」、「和平統戰」等思想，要求團員支持特定政黨及候選人。理事長周滿芝也與三聯集團吸金案主嫌兼中華致公黨榮譽主席徐少東共謀，製作不實總統候選人民調，在2023年8到9月假借台灣新住民關懷總會製作問卷的名義，買媒體廣告刊登大選假民調。橋頭地檢署在12月23日向橋頭地方法院聲請羈押徐少東獲准，檢方抗告後，12月23日地方法院裁定周滿芝羈押禁見。
網路媒體記者林獻元、退休教授蘇雲華等人，涉嫌自2023年10月起，接受中國大陸中共福建省委員會官員指示，假裝有進行面訪或電訪，但實際上卻捏造不實數據，經加工製成圖表後，於「指傳媒」等網站，以新聞報導方式發布不實民調，干預總統大選。台中地檢署以反滲透法、總統副總統選舉罷免法在2023年12月22日向法院聲請羈押禁見，台中地方法院裁定林獻元收押禁見，蘇雲華請回。地方法院認定林男違反總統副總統選舉罷免法，於2024年8月宣告判處6月徒刑，褫奪公權2年，蘇男違反選罷法，處4月徒刑，褫奪公權1年，反滲透法部份則認定證據尚無法證明有罪，未課以刑責。2025年2月，高等法院撤銷地方法院判決，判兩人違反反滲透法，林男判處12個月有期徒刑，緩刑3年，褫奪公權2年，蘇男判處6個月有期徒刑，緩刑2年，褫奪公權1年。

### 2024年
桃園市無黨籍立委候選人馬治薇（前民眾黨桃園市黨部發言人，因為曾與統派團體來往，被黨中央拒絕提名，僅柯文哲與其嫡系人馬支持，最終馬以無黨籍登記參選；馬治薇也因為出現在鴻海集團董事長郭台銘造勢場合，被地方黨部免除發言人職務）在2023年4月、5月赴中國大陸等地結識對台工作單位人士，雙方商議由馬女提供台灣政治情報、情治人員資料及參與選舉以換取中國大陸資助。檢調查出，馬女疑似利用虛擬貨幣隱密特性，從中國大陸對台工作單位人士管道涉嫌分批收取虛擬貨幣泰達幣3萬餘元，折合新台幣100萬餘元，將此作為選舉競選經費使用，為首起境外勢力虛擬貨幣介選案。桃園地檢署在2024年1月4日向桃園地方法院聲請羈押禁見獲准。民眾黨中央評議委員會以違反相關廉政規範，影響聲譽情節重大，裁決開除黨籍。地方法院認定馬違反個人資料保護法，於2024年8月宣告判處有期徒刑8月，反滲透法部份則認定無積極證據，未課以刑責。
海峽兩岸少數民族交流協會理事長李尚典、郭佩金夫婦，涉收廣西台辦資助人民幣12萬元，為國民黨立委鄭天財助選，並提供選民無償落地招待至中國大陸旅遊，台北地檢署在2024年4月2日依反滲透法罪嫌起訴。兩人坦承犯行，依規定減刑，台北地方法院於2024年7月宣告判處李尚典5月徒刑；郭佩金4月徒刑，緩刑5年，均得易科罰金，為反滲透法判刑首例。
復康聯盟黨主席屈宏義，涉嫌從中國人民解放軍諜報機構單位收受資金，除了找人參選立委，還吸收退役軍人擔任幹部，規劃建立內應武裝力量，並前往美國在台協會及4處軍事基地拍照、繪製座標圖交付中國大陸的對口單位。台灣高等檢察署台中檢察分署於2024年8月間依國家安全法、反滲透法起訴屈男等7人。2025年1月8日，內政部表示將向憲法法庭聲請解散該政黨。
中華統一促進黨中央委員張孟崇及其妻洪女，從2011年起收受國務院台灣事務辦公室的資助，為特定公投議題、罷免對象、候選人、政黨宣傳。嘉義地檢署在2024年11月4日依反滲透法等起訴2人。2024年11月6日，內政部表示將向憲法法庭聲請解散該政黨。
台灣安徽同鄉會李姓秘書長、台北市安徽同鄉會宋姓理事長，涉受安徽省台辦指示，招待國民黨地方幹部及里長等人至中國大陸旅遊旅遊，並宣傳支持特定總統候選人。北檢在2024年11月5日依反滲透法、總統副總統選舉罷免法起訴。
中國國民黨中央政策會副執行長張顯耀疑似在2024年中華民國總統選舉前收受中華人民共和國指示，以開論壇、發布民調等方式為郭台銘拉抬聲勢。橋頭地檢署在2024年1月約談，訊後依涉《反滲透法》、《總統副總統選舉罷免法》等犯罪嫌疑重大，以新台幣100萬元交保，並於2025年2月偵結起訴。

## 民調
2019年12月17日，兩岸政策協會公布民調，有57%民眾贊成政府應通過反滲透法，僅有25.8%不贊成。
2019年12月31日，綠黨公布民調，有28.5%受訪民眾非常贊成反滲透法、20.2%受訪者有點贊成，不太贊成的則有9.1%、非常不贊成10.7%，另有不清楚該法的佔26.3%、無意見的5.3%。
2019年12月31日，兩岸政策協會公布民調，有49.2%贊成通過反滲透法、27.7%不贊成。